# Atu'u
Atu'u is een dorp op het eiland Tutuila, Amerikaans-Samoa. Het ligt op de kust van Pago Pago Harbor, dicht bij de hoofdstad Pago Pago.